# Panorama Szachowa
Panorama Szachowa – miesięcznik wydawany przez wydawnictwo szachowe Penelopa. Zawiera m.in. informacje o aktualnych wydarzeniach w świecie szachowym.
Do stałych współpracowników miesięcznika należą m.in. mistrzowie Polski: Mirosława Litmanowicz, Iweta Rajlich, Jerzy Kostro, Tomasz Markowski i Bartosz Soćko oraz Jerzy Konikowski.